# Psychrilyobacter atlanticus
Psychrilyobacter atlanticus ist eine Bakterienart. Sie wurde im  Meeresboden vom Atlantik in einer Tiefe von 215 m gefunden. Es ist in der Lage, die hochexplosiven Nitramine Cyclotrimethylentrinitramin (RDX) und Oktogen (HMX) abzubauen.

## Merkmale
Die Zellen von Psychrilyobacter atlanticus sind kurze Stäbchen. Sie haben einen Durchmesser von 0,5 µm und eine Länge von 0,5–1 µm. Die Kolonien sind rund und farblos. Der Katalase-Test und der Oxidase-Test verlaufen negativ. Die Art ist psychrolerant, toleriert also niedrige Temperaturen (Bezeichnung kommt von dem lateinischen Wort psychros für kalt). Das Wachstum erfolgt bei relativ niedrigen Temperaturen zwischen 4 und 27 °C. Das Optimum liegt bei 18,5 °C. Die Art ist leicht halophil, sie zeigt gutes Wachstum mit 2 % NaCl. Bei NaCl-Konzentrationen unter 0,5 % findet kein Wachstum statt. Der Gram-Test verläuft negativ. Das Bakterium ist streng anaerob, es toleriert also keinen Sauerstoff, statt einer Atmung erfolgt Gärung (Fermentation). Sporen werden nicht gebildet.

## Stoffwechsel
Psychrilyobacter atlanticus ist chemo-organotroph und nutzt die Fermentation als Stoffwechselweg zur Energiegewinnung.
Bei der Fermentation wird hauptsächlich Wasser und Acetat gebildet, Alkohol und Butyrat sind Nebenprodukte. So fermentiert das Bakterium Threonin zu Propionat und Wasserstoff (H2). Lysin und Aspartat werden zu Acetat und Butyrat fermentiert, hierbei findet keine Wasserstoff-Produktion statt.
Es wurden verschiedene Untersuchungen zur Nutzung von Nährstoffen durchgeführt.
Positiv fielen hier Tests zur Verwertung von Glucose, Fructose, Maltose, N-Acetylglucosamin, Citrat, Pyruvat, Casiton, Fumarat, Glutamat, Lysin, Threonin und Aspartat aus. Von dem Bakterium nicht genutzte Verbindungen sind Tartrat, Glycerin, 3-Hydroxybutyrat, Chinat, Shikimat und Malat. Chitin, Stärke oder Zellulose werden von Psychrilyobacter atlanticus ebenfalls nicht abgebaut.

## Systematik
Die Art Psychrilyobacter atlanticus wurde im Jahr 2009 erstbeschrieben. Sie zählt zu der Familie der Fusobacteriaceae, die wiederum der Abteilung Fusobacteria zugeordnet wird.

## Etymologie
Der Gattungsname Psychrilyobacter setzt sich aus den Wörtern psychros (lateinisch, kalt) und Ilyobacter, ein Bakteriengattungsname, zusammen. Psychrilyobacter  steht also für ein psychotrophisches (kälteliebendes) und mit der Gattung Ilyobacter verwandtes Bakterium. Die Gattung Ilyobacter zählt zu der gleichen Familie und ist phylogenetisch mit Psychrilyobacter sehr nah verwandt. Der Artname P. atlanticus deutet auf den Fundort hin, den Atlantik, hin.